# Верхньострутинська сільська рада
| Верхньострутинська сільська рада — орган місцевого самоврядування у Рожнятівському районі Івано-Франківської області з адміністративним центром у с. Верхній Струтинь. Історична дата утворення: в 1939 році. Водоймища на території, підпорядкованій даній раді: річка Чечва. Сільській раді підпорядковані населені пункти: - с. Верхній Струтинь |

## Склад ради
Рада складається з 16 депутатів та голови.

### Керівний склад ради
| ПІБ                         | Основні відомості                                                 | Дата обрання | Дата звільнення |
| --------------------------- | ----------------------------------------------------------------- | ------------ | --------------- |
| Копач Степан Миколайович    | Сільський голова, 1950 року народження, освіта                    | 26.03.2006   | 31.10.2010      |
| Урядко Володимир Васильович | Сільський голова, 1965 року народження, освіта вища, безпартійний | 31.10.2010   |                 |

Примітка: таблиця складена за даними джерела